# 242 v. Chr.
Portal Geschichte | Portal Biografien | Aktuelle Ereignisse | Jahreskalender | Tagesartikel

◄ |
4. Jahrhundert v. Chr. |
3. Jahrhundert v. Chr. |
2. Jahrhundert v. Chr. |
►

◄ | 260er v. Chr. | 250er v. Chr. | 240er v. Chr. | 230er v. Chr. |
220er v. Chr. |
►

◄◄ | ◄ | 245 v. Chr. | 244 v. Chr. | 243 v. Chr. | 242 v. Chr. |
241 v. Chr. |
240 v. Chr. |
239 v. Chr. |
► |
►►
Staatsoberhäupter

## Ereignisse

### Politik und Weltgeschehen

#### Westliches Mittelmeer
- Rom beginnt wieder mit dem Bau einer Flotte, nachdem der karthagische Feldherr Hamilkar Barkas auf Sizilien zunehmend Erfolge verzeichnet. Die Entscheidung zum Flottenbau erfolgt auf Betreiben des Konsuls Gaius Lutatius Catulus.
- Die Römer erobern Lilybaeum und Drepanum.
- In Rom wird das Amt des Praetor Peregrinus eingeführt, der für Rechtsstreitigkeiten zwischen Römern und Ausländern zuständig ist.
- König Agis IV. von Sparta setzt seinen Mitkönig Leonidas II. ab, der sich seiner Reformpolitik widersetzt hat.

#### Östliches Mittelmeer
- In der Gegend von Damaskus kommt es zwischen Truppen des Seleukidenreiches und Ägyptens im Rahmen des Dritten Syrischen Krieges zu Gefechten.

### Natur und Umwelt
- 15. Juni: Totale Sonnenfinsternis in der Kyrenaika und in Syrien.

## Geboren
- Antiochos III. (der Große), König des Seleukidenreichs († 187 v. Chr.)